# Soboš
Soboš (in ungherese Szobos) è un comune della Slovacchia facente parte del distretto di Svidník, nella regione di Prešov.